# Ulises Casiano Vargas
Ulises Casiano Vargas (Barrio Palmarejo de Lajas, Puerto Rico; 25 de septiembre de 1933-San Germán, Puerto Rico; 5 de agosto de 2018) fue un prelado puertorriqueño de la Iglesia católica.

## Biografía
Fueron sus padres Juan Ulises Casiano y Juanita Vargas. Realizó sus estudios elementales e intermedios en la escuela Luis Muñoz Rivera. Sus estudios superiores fueron en la Academia San Luis de las Hermanas Josefinas de Brentwood. Al terminar su cuarto año ingresó a la Universidad Católica Santa María Reina de Ponce donde obtuvo en 1955 un Grado de Bachiller en Artes Liberales con concentración en Educación y Ciencias Sociales.
Se desempeñó como profesor en el Colegio Ponceño de Varones de los Hermanos Marianistas durante seis años. Fue allí donde junto a los valores religiosos inculcados por su familia y los años en el Colegio San Luis tomó la decisión de ingresar al seminario.
En 1961 ingresó al Seminario Mayor Regina Cleri de la diócesis de Ponce donde comenzaron sus estudios en filosofía y teología. En 1965 se trasladó al Seminario Our Lady of the Angels de la Universidad Universidad de Niágara en Albany, Nueva York.
El 30 de mayo de 1967 recibió la Ordenación Sacerdotal de manos de monseñor Juan Fremiot Torres Oliver, obispo de Ponce. Tres meses después, fue enviado a estudiar en la Universidad Católica de América en Washington D. C. donde se licenció en Derecho Canónico.
El papa Pablo VI le concedió el título de Capellán de Su Santidad con el título de monseñor.
Mediante la Bula Qui Arcano Dei del papa Pablo VI, fue erigida la diócesis de Mayagüez el 1 de marzo de 1976.
El 4 de marzo de 1976 el Delegado Apostólico para Puerto Rico, en ese momento el monseñor Giovanni Gravelli, junto al cardenal Luis Aponte Martínez y otros obispos, anunciaron su designación como obispo de la nueva diócesis de Mayagüez. Recibió  la ordenación episcopal el 30 de abril de 1976 de manos de su compueblano Luis Cardenal Aponte Martínez quien ofició como obispo consagrante, acompañado de monseñor  Miguel Rodríguez, C.SS.R., obispo de Arecibo y monseñor  Juan Fremiot Torres Oliver, Obispo de Ponce. La ceremonia se llevó a cabo en el coliseo del Recinto Universitario de Mayagüez de la Universidad de Puerto Rico para acomodar más de siete mil personas que se dieron cita. El domingo 2 de mayo de ese mismo año, tomó posesión canónica de la Catedral Nuestra Señora de la Candelaria en la ciudad e Mayagüez.
El 6 de julio de 2011, la Santa Sede aceptó la renuncia como obispo de Mayagüez, y el 11 de julio de 2011 el papa Benedicto XVI nombró a Álvaro Corrada del Río como su sucesor.